# Земля: Останній конфлікт
«Земля: Останній конфлікт» (англ. Earth: Final Conflict) — канадський науково-фантастичний телесеріал, заснований на ідеях Джина Родденберрі та знятий під продюсерством його вдови Меджел Баррет-Родденберрі. Транслювався в оригінальному показі впродовж 5-и сезонів з 1997 по 2002 роки.
Серіал описує початок XXI століття, де на Землю прибули іншопланетяни, поділившись своїми високорозвиненими технологіями для допомоги людству. Проте існує підпілля, котре вважає, що прибульці мають злий умисел проти землян. Низка людей стають агентами підпілля, намагаючись з'ясувати правду і відвернути небезпеки, що загрожують Землі.

## Сюжет

### Перший сезон
Три роки тому на Землю прибули дружні іншопланетяни тейлони та своїми технологіями допомогли побороти голод і численні хвороби. Спостерігаючи за людьми, вони, як самі пояснюють, прагнуть зрозуміти небезпеки, що стоять на їхньому еволюційному шляху. На тейлонського представника в Північній Америці Да'ана здійснюється замах. Капітан поліції Вільям Бун впізнає в нападнику свого друга, котрий є членом руху опору, що вважає тейлонів загарбниками. Да'ан пропонує Вільяму стати Захисником — начальником служби безпеки при ньому, але той відмовляється, позаяк планує ростити з дружиною дитину. Невдовзі його дружина гине в автокатастрофі і Бун погоджується працювати на тейлонів.
Він викриває діяльність підпілля, очолюваного Джонатоном Дорсом, який переконаний, що іншопланетяни мають на Землі місію, котру приховують від людей. Також він вважає, що смерть дружини Вільяма була підлаштована тейлонами. Йому вдається схилити на свій бік Буна і той стає подвійним агентом. Вільям отримує від Да'ана мозковий імплант, що наділяє його ейдетикою, і зброю-симбіонта скрилла. Хоча носії імпланту зазвичай стають фанатично прихильними до тейлонів, Вільям зберігає здоровий глузд. Працюючи на підпілля, він зближується з пілотом тейлонського шаттла Ліллі Маркетт, тоді як на службі тейлонам працює з агентом Рональдом Сандовалем.
Завдяки хакеру Авгуру і своїй посиленій пам'яті Вільям розслідує вбивство дружини. Він з'ясовує, що це Рональд підлаштував вбивство його дружини аби той пішов на службу тейлонам. Бун вдає наче розуміє його, проте утверджується в підозрах щодо прибульців. Тейлони ж бачать у ньому потенціал, необхідний для втілення їхніх таємничих планів. Здобуваючи довіру в тейлонів, Вільям відкриває, що іншопланетяни бували на Землі кілька віків тому і передбачили, що в майбутньому люди стануть такими ж розвиненими, як вони. Тим часом тейлони проводять експерименти над людьми, приховуючи це від громадськості.
Сандовал через несправність свого імпланта виходить з-під контролю тейлонів і визволяє власну дружину ДіДі з божевільні, куди відправив її, вірячи, що стосунки зашкодять його службі. Підпілля захоплює їх, Бун переконує передати Рональда іншопланетянам. Підпілля переховує ДіДі, тоді як Сандовал отримує новий імплант і вважає, що Дорс убив її.
На Землі знаходять зонд, з якого витікає смертоносна інфекція, що спричиняє загибель кількох сотень землян. Підпілля полює за зондом, та тейлони знищують апарат, щоб приховати, що він насправді належав іншій космічній цивілізації.
З ув'язнення на давньому тейлонському кораблі звільняється представник іншопланетної цивілізації кімера Ха'гел, здатний змінювати свій вигляд. Бун і Сандовал в погоні за ним викривають базу підпілля. В перестрілці Вільям зазнає поранення. Набувши подоби Сандоваля, Ха'гел запліднює Захисницю Шіобан Беккет перед своєю загибеллю. Радикально налаштований лідер тейлонів Зо'ор вирішує вбити Вільяма.

### Другий сезон
Беккет народжує гібрида людини й кімери, що напрочуд швидко росте і невдовзі стає дорослим. Беккет стирають спогади про цей інцидент, а гібрид під іменем Ліам Кінкейд вступає до підпілля. На Да'ана під час поховання Буна здійснює замах іншопланетний вбивця, Ліам рятує його і призначається новим Захисником замість Вільяма. Тейлони підозрюють, що Ліам не просто людина, плетучи проти нього інтриги.
Ліам і Авгур через диверсію на шаттлі опиняються в паралельному світі, де тейлони — відкриті загарбники. Повертаючись, ці двоє беруть з собою тамтешню жительку Майю. Авгура заарештовують прибічники тейлонів і пропонують в обмін на страту взяти участь в експерименті, на що той погоджується. Він приймає імплант, а Ліам видаляє його. Майя виявляє, що Сандовал — тутешній двійник її коханого з рідного світу. Через непристосованість до умов, їй доводиться злитися з тутешнім своїм втіленням.
Зонд цивілізації джардіан порушує життєдіяльність тейлонів і ті змушені споживати життєву енергію людей, як свої предки атавуси. З материнського корабля тейлонів тікає полонений джардіан, взявши Ліллі в заручники. Ліам вирушає навздогін і обоє опиняються на кораблі кімер. Джардіанин пояснює — його цивілізація і тейлони в давнину були одним видом. Тепер тейлони прагнуть силою воз'єднати дві цивілізації, набравши як солдатів землян, що вже робили з іншими видами, такими як кімера. Ліам знаходить докази відправки людей на війну з джардіанами на іншу планету. За якийсь час виявляється, що тейлони програють, джардіанський флот прямує до Землі.
Зо'ор розходиться в поглядах з Да'аном, він бажає цілковитого контролю над людством задля перемоги, тоді як Да'аном розглядає людей як союзників. Під керівництвом Зо'ора в Антарктиді зводиться установка для відбиття атаки ворожого флоту. Напад джардіанів вдається відвернути, проте необдумане використання зброї створює червоточину, крізь яку спрямовується величезний корабель. Ліаму з Да'аном вдається знищити його в той час як Зо'ор готовий втекти, лишивши Землю напризволяще.
Користуючись зростаючою недовірою до іншопланетян, прихований засновник руху спротиву Джонатан Дорс напередодні виборів засуджує дії тейлонів і заявляє про підтримку спротиву. Його противник, чинний президент США Деніел Томпсон підлаштовує замах на себе, звинувачуючи в цьому спротив. Народ обирає його і Томпсон дозволяє висадитися в містах США десанту, що влаштовує масовані облави на противників прибульців.

### Третій сезон
Президент Томпсон вводить воєнний стан. Члени спротиву змушені переховуватися, або вдаватися до радикальних дій. Зокрема, деякі противники тейлонів заволодівають їхніми небезпечними технологіями. Ліам з агентом спротиву Рені Палмер дізнаються про плани Зо'ора створити на основі людей універсальних солдатів для боротьби з джардіанами. Розслідуючи справу секти, в якій поклоняються тейлонам, вони розуміють, що прибульці використовують людей також для добування з їхніх тіл крісу — речовини, необхідної для життя в земній атмосфері. Також виявляється втручання тейлонів у війну на Землі за кілька років до їх офіційного прильоту, що мало виставити їх рятівниками людства.
Зо'ор опиняється присмерті через аварію, Ліам рятує його, що спонукає тейлона прихильніше ставитися до людей. За його відсутності владу намагається захопити Т'тан, якого Зо'ор намагається вбити. Той виживає, Зо'ор повертає своє місце, а Да'ан лишається свідком цього злочину. З'ясовується діяльність на Землі 2000 років тому тейлона Ма'ела, що дослідив людей і заборонив іншим тейлонам прилітати, поки люди не еволюціонують. Сучасні тейлони, порушивши заборону, опиняються під загрозою знищення від давнього корабля. Ліам і Рені відвертають небезпеку.
Ліам добуває реліквію Ма'ела і розуміє, що люди виступають перехідною формою між тейлонами і джардіанами. Через контрабандистів підпіллю вдається вислідкувати таємничий пошкоджений шаттл. Джардіанин-утікач Воржак, що повернувся на Землю з Ліллі на його борту, розповідає справжню мету його цивілізації у війні з тейлонами. Обидві втратили здатність до розмноження, проте тейлони внаслідок зростання інтелекту і подовження життя, а джардіани — внаслідок пришвидшення метаболізму. Люди — ключ до виправлення цього недоліку. Ліллі народжує дитину від Воржака, напів-людину, напів-джардіанина, що повинна стати вирішенням проблеми.

### Четвертий сезон
Авгур переховується, Ліам виходить на його знайому, хакера Джуліет Стріт. Настрої проти тейлонів сильнішають, формується коаліція держав, покликана повернути Землю під людський контроль. Коаліція добивається амністії засуджених членів спротиву, в той же час Сандовал допомагає прибульцям усувати їх.
У тейлонів закінчуються запаси енергії, а в їхній материнський корабель влучає метеорит з темної матерії, здійснюючи згубний вплив. Зо'ор втрачає манускрипт Ма'ела з таємницю добування життєвої енергії. Він опиняється в руках Джуліет, котра готова передати його Зо'ору, але той не дотримується обіцянки відпустити її. Ліам допомагає Джуліет втекти з корабля тейлонів, впевнивши екіпаж у її загибелі та знищенні реліквії.
На таємній базі виявляються троє астронавтів з майбутнього, занурені в анабіоз. Один з них, ненадовго прокинувшись, розповідає, що невдовзі тейлони зникнуть через появу «інших». Сандовал дізнається, що його дружина жива, проте не бажає повертатися до нього. Усвідомивши свої злочини, Ліам погоджується дати коаліції свідчення проти тейлонів.
Запаси енергії прибульців добігають кінця, вони приймають рішення зануритися в анабіоз, поклавши на людей проблему пошуків способу синтезу життєвої енергії. Зо'ор відбирає енергію в інших, забезпечуючи собі запас на тисячі років життя. Да'ан викриває його і побоюється, що той відбере і його енергію, коли Да'ан засне. Він впізнає в Ліамі пророка, поява якого віщує порятунок тейлонів. Ліам вирушає на кораблі тейлонів на пошуки додаткової енергії до Воржака.
По поверненню запасів енергії лишається ще на добу, а Джуліет відмовляється розшифровувати манускрипт. Натомість вона відшукує місце знаходження регенераційної камери Ма'ела, ввімкнення якої дасть досить енергії, але вимагає присутності людини і тейлона. Голограма Ма'ела повідомляє, що він зумисне лишив загадку таким чином, аби тейлони були змушені співпрацювати з землянами. Да'ан може врятувати лише кількох представників свого виду, та знаходить спосіб врятувати всіх, сумістивши розуми багатьох тейлонів у одному тілі. Сандовал вимагає від Воржака дати йому владу над світом в обмін на проведення до камери. Тим часом коаліція готується атакувати кораблі іншопланетян. Зо'ор і Воржак прагнуть потрапити в камеру, перший намагається поглинути всю синтезовану енергію, щоб стати безсмертним, але гине. Тейлони та джардіани намагаються одні поперед одними увійти в камеру. Джуліет доводить їм, що тільки об'єднавшись обидва види врятуються. Ліам лишається в камері забезпечити процес.

### П'ятий сезон
Тейлони і джардіани злилися в єдиних істот — атавусів, якими були до розділення своїх видів. Однак, це пробуджує первісних атавусів, колонії яких знаходилися в анабіозі на Землі. Атавуси бажають панування над Землею задля харчування життєвою енергією людей і починають продукування армії з гібридів. Рені та Стріт розуміють, що скоро людство не зможе протистояти їм. Останній з тейлонів Ра'джел допомагає їм організувати новий спротив. Сандовал спершу сподівається на винагороду від атавусів за допомогу їм, але ті ставляться до нього презирливо. Щоб вислужитися, Сандовал пробуджує з анабіозу Вільяма Буна, вважаючи, що той розшукає і доставить атавусам Палмер. Коли той не справджує сподівань, Сандовал повертає до життя Зо'ора вбити його.
Спільними зусиллями герої протистоять поширенню атавусів і виявляють решту їхніх представників, залишених на Землі в доісторичні часи. Рені дізнається, що не всі атавуси хочуть харчуватися людьми. Таким зокрема є Юлін і його послідовники.
Бун гине по-справжньому, зате виявляється живим Ліам, який повідомляє де сховано корабель атавусів, який розшукує їхній очільник Гаулін. Якщо іншопланетяни знайдуть його раніше, то отримають в своє розпорядження елітних бійців своїх предків. Рені з Ліамом підривають корабель атавусів, але перед цим забирають з нього джерела живлення. Рені доставляє Юліна та Ра'джела на материнський корабель тейлонів, заправляючи його добутими елементами. Ліам, а потім і Рені вирішують вирушити з іншопланетянами в глибини Всесвіту на пошуки його таємниць і нового дому атавусів.

## Основні персонажі
- Вільям Бун (англ. William Boone) — капітан поліції в Огайо, що після загибелі дружини став Захисником тейлона Да'ана. На своїй посаді він повинен розшукувати і відвертати загрози прибульцеві, проте сумнівається в добрих намірах тейлонів, тому таємно працює і на спротив. Наприкінці першого сезону гине, але в п'ятому повертається до життя Рональдом Сандовалом.
- Лілі Маркет (англ. Lili Marquette) — пілот шаттла Да'ана, прихована агент спротиву тейлонам.
- Рональд Сандовал (англ. Ronald Sandoval) — агент ФБР, аташе Да'ана, фанатично вірний тейлонам через вживлений ними імплант. Через пошкодження імпланата Сандовал поступово виходить з-під контролю прибульців і зрештою перетворюється на прагматика, що бажає влади над Землею за рахунок іншопланетян.
- Маркус «Авгур» Деверокс (англ. Marcus 'Augur' Deveraux) — геніальний хакер спротиву, знавець тейлонських технологій.
- Да'ан (англ. Da'an) — впливовий тейлон, член Синоду тейлонів і представник своєї цивілізації в Північній Америці. Він прихильно ставиться до людей та засуджує завдання їм шкоди навіть задля блага тейлонів, але також приховує факти, які, як вважає, землянам не варто знати задля їхнього ж спокою.
- Джонатан Дорс (англ. Jonathan Doors) — президент компанії Doors International, яка впроваджує тейлонські технології, та разом з тим засновник і лідер спротиву проти тейлонів. На початку серіалу запевняє громадськість у своїй смерті, прикривши Да'ана від кулі снайпера. Потім повертається, щоб викрити справжні цілі тейлонів і підняти людство на повстання.
- Ліам Кінкейд (англ. Liam Kincaid) — гібрид людини і останнього представника виду кімера, агент спротиву, що замінив Вільяма Буна на посаді Захисника. Виглядаючи як людина, Ліам має генетичну пам'ять батька і матері. Його підсвідомість містить знання цивілізацій, згублених тейлонами. Він володіє своїм тілом досконаліше, ніж будь-яка людина та наділений здатністю відчувати минулі події.
- Зо'ор (англ. Zo'or) — член Синоду тейлонів, дитина Да'ана. Він вважає батька слабким і надто прив'язаним до людей, через що постійно протистоїть йому. Зо'ор впевнений у допустимості будь-яких засобів досягнення мети своєї цивілізації. Його особистою метою є здобуття з допомогою землян безсмертя.
- Рені Палмер (англ. Renee Palmer) — агент спротиву, що вербує в нього високопосадовців і розшукує загрози з боку прибульців.
- Джуліет Стріт (англ. Juliet Street) — хакер спротиву, наділена надзвичайно сильним інтелектом.
- Гаулін (англ. Howlyn) — лідер колонії атавусів, що прибули на Землю мільйони років тому з метою харчуватися життєвою силою предків людей. Змушений заснути через падіння астероїдів, він пробуджується в п'ятому сезоні та береться завоювати Землю.

## У ролях
- Кевін Кілнер — Вільям Бун (сезон 1; частково сезон 5)
- Ліза Говард — Лілі Маркет (сезони 1-2; частково сезони 3–4)
- Вон Флорес — Рональд Сандовал (сезони 1–5)
- Річард Шеволло — Маркус «Авгур» Деверокс (сезони 1–4)
- Лені Паркер — Да'ан (сезони 1–4)
- Девід Гемблен — Джонатан Дорс (сезони 1–3; частково сезон 4)
- Роберт Лішок — Ліам Кінкейд (сезони 2–4; частково сезон 5)
- Аніта ля Сільва — Зо'ор (сезони 2–4; частково сезони 1 і 5)
- Джейн Гейтмейєр — Рені Палмер (сезони 3–5)
- Мелінда Дейніс — Джуліет Стріт (сезони 4–5)
- Алан Ван Спренг — Гаулін (сезон 5)
- Кері Матчетт — Шівон Беккет

## Сприйняття
На IMDb середня оцінка серіалу складає 6,2/10.
Як писав Саймон Краст на сайті AVForums.com, «Незважаючи на те, що в серіалу були різні режисери, кожен з них зумів створити відчуття напруженості та швидкого темпу». Хоча творці взяли початкову, не дуже оригінальну, концепцію Роденберрі, проте створили достатньо оригінальний власний серіал. Але перший сезон лишився найкращим, а наступні поступово втрачали планку якості.
Кейті Барт у Den of Geek зазначила: «Перший сезон досить чудовий, але протягом п'яти сезонів серіал проходить через деякі грубі зміни кастингу та режисури. Однак, якщо вас цікавлять питання змови інопланетян, повстання та ідеї, які — за деяким визначенням — спочатку прийшли з голови Джина Родденберрі, тоді вас чекає задоволення. Але пам'ятайте: можна пропускати серії… і весь п'ятий сезон».